# André Abegglen
André Abegglen (Neuchâtel, 7 marzo 1909 – Zurigo, 8 novembre 1944) è stato un allenatore di calcio e calciatore svizzero, di ruolo attaccante.

## Biografia
Soprannominato Trello, è morto a 35 anni in un incidente mentre viaggiava in treno con la squadra.
Anche il fratello Max Abegglen fu un calciatore e militò per la nazionale svizzera.

## Carriera

### Club
La sua carriera inizia nel 1924 con il Football Club Cantonal Neuchâtel.
Nel 1926-27 si trasferisce al Grasshopper, dove forma una temibile coppia d'attacco insieme al fratello Max e vince il campionato svizzero. Tuttavia a fine stagione se ne va e si trasferisce all'Étoile-Carouge Football Club, dove rimane per una sola stagione, mentre l'anno successivo ritorna al Cantonal Neuchâtel. Nel 1929 si trasferisce per la prima volta all'estero, nella squadra algerina del Saint-Eugène.
Nella stagione 1930-1931 fa ritorno al Grasshopper, dove milita ancora il fratello: durante questa stagione Abegglen vince il suo secondo campionato svizzero. Rimane al Grasshopper fino al 1934, quando si trasferisce in Francia, militando nello Sochaux. Nella stagione 1934-1935 si laurea capocannoniere con 30 gol e vince il campionato francese. Il 25 agosto 1935 Abegglen segna sette reti in una partita contro il Valenciennes. Nella stagione 1935-1936 fu allenatore e giocatore del club di Montbéliard in sostituzione di Conrado Ross. Nel 1936-37 vince la Coppa di Francia e nel 1937-1938 vince il suo secondo campionato francese.
Torna poi in Svizzera, al Servette, dove ricopre il doppio ruolo di allenatore e giocatore, arrivando nella stagione 1939-1940 alla conquista del suo terzo campionato svizzero. Dopo quattro anni a Ginevra nel 1942 si trasferisce allo Chaux-de-Fonds sempre come allenatore e giocatore.

### Nazionale
Disputò le coppe del mondo del 1934, in cui segnò un gol ai Paesi Bassi nella gara vinta 3-2, e nel 1938, in cui segnò una doppietta alla Germania, nella gara vinta 4-2, ripetizione della gara pareggiata 1-1, di cui fu l'autore del gol della Svizzera. Con 29 gol in 52 gare in Nazionale svizzera è al quarto posto nella classifica dei marcatori più prolifici.

## Palmarès

### Club
- Campionato francese: 2

Sochaux: 1934-1935, 1937-1938
- Coppa di Francia: 1

Sochaux: 1936-1937
- Campionato svizzero: 3

Grasshopper: 1926-1927, 1930-1931
Servette: 1939-1940

### Individuale
- Capocannoniere del campionato francese: 1

1934-1935 (30 gol)